# Wallace Huo
Wallace Huo Chien-hwa (nacido el 26 de diciembre de 1979, Taipéi) es un actor y cantante chino-taiwanés.

## Biografía
Tiene un hermano, Huo Chien-yuan.
Es buen amigo del actor Hu Ge.
En mayo del 2016 anunció que estaba saliendo con la actriz Ruby Lin, la pareja se casó el 31 de julio del mismo año en el hotel Bulgari en Bali, entre las celebridades que asistieron a la boda fueron las actrices Zhao Wei, Fan Bingbing, Shu Qi, Zhou Xun, Liu Tao y Liu Shishi, el cantante Nicky Wu y el actor Hu Ge. La pareja le dio la bienvenida a su primera hija en enero del 2017.

## Carrera

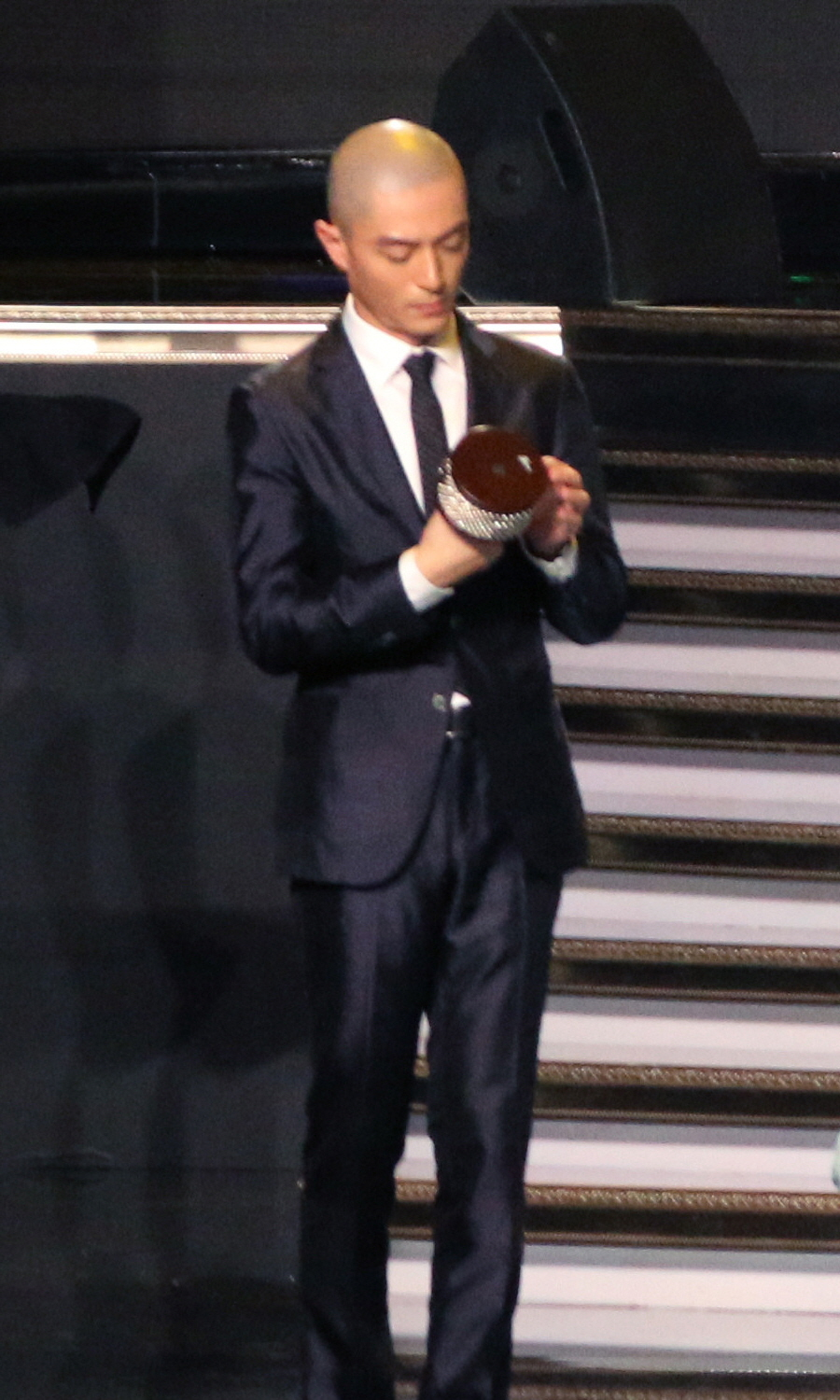
Wallace Huo en la gla de Bazaar Star Charity Night 2016

Huo se unió por primera vez al mundo del espectáculo a la edad de 17 años. Su primera meta como cantante, fue a través de dos años de formación en vocal y danza. Justo antes de que él estaba a punto de grabar su primer álbum, sin embargo, recibió un mandato para alistarse al ejército.
Se hizo conocido por un comercial teléfono de celular con Angelica Lee en el 2000. Después de terminar su servicio militar, se unió a Huo etKING y se convirtió en uno de los actores principales. Aunque su trabajo como actor no fue inmensamente popular, tras su salida.
Su primera gran ruptura real fue en el drama "At the Dolphin Bay", donde interpretó a su personaje principal interpretando a un director de música, que se enamoró de la protagonista principal (Angela Chang) y finalmente, encontró a sí mismo cambiando lentamente. Después de dicho drama, filmó otros como  100% Senorita, Secret Garden I, Great Teacher, Pretty Girl y Westside Story with 5566, todos ellos en un año.
En 2003, Huo se hizo más conocido por el público de Taiwán. Participó en otro drama titulado "Al Bay Dolphin", le trajo nueva fama y popularidad. Llenó todos los canales de televisión más importantes, con las seis series que se produjo en un año.
En 2004, se fue a China y decidió trabajar allí. Su primera oportunidad en China era producir películas junto con Rosamund Kwan. A partir de entonces, hizo una serie de artes marciales como el Tian Xia Di Yi con Michelle Ye, que recibió elogios por la crítica. Su personaje en Tian Xia Di Yi, contó con el apoyo de los fanes como sus personajes más memorables. Más adelante trabajó también con algunas de las mejores actrices de China, incluyendo a Rubi Lin, Shu Qi y Fan Bingbing.

## Filmografía[5][6]

### Película
| Año  | Título                            | Personaje       | Notas |
| ---- | --------------------------------- | --------------- | ----- |
| 2004 | Hands in the Air                  |                 |       |
| 2009 | Contract About Interchange Status |                 |       |
| 2012 | Ultra Reinforcement               |                 |       |
| 2017 | The Founding of an Army           | Chiang Kai-shek |       |

### Televisión
| Año  | Título                            | Personaje                                       | Canal             |
| ---- | --------------------------------- | ----------------------------------------------- | ----------------- |
| 2002 | Star                              | Xia Yuanqiao                                    | TTV               |
| 2003 | Pretty Girl                       | Fu Liheng                                       | CTS               |
| 2003 | The Great Teacher                 | Huo Jianqi / student                            | CTS               |
| 2003 | My Secret Garden                  | Li Wei / Huo Jianhua (singer)                   | CTV               |
| 2003 | At Dolphin Bay                    | Zhong Xiaogang / director                       | SETTV             |
| 2003 | Westside Story                    | Xingwang / a prodigy                            | SETTV             |
| 2003 | 100% Senorita                     | Li Weixiang                                     | CTS               |
| 2005 | Royal Swordsmen                   | Guihai Yidao                                    |                   |
| 2006 | Sound of Colors                   | Lu Yunxiang                                     | CTS               |
| 2006 | Romance of Red Dust               | Li Jing                                         |                   |
| 2006 | Emerald on the Roof               | Zhou Nianzhong                                  |                   |
| 2007 | Love at First Fight               | Li Yashou                                       |                   |
| 2007 | Modern Beauty                     | Yang Guang                                      |                   |
| 2008 | A Mobile Love Story               | Lu Yunfei / advertising agent                   | CCTV-1            |
| 2008 | Rouge Snow                        | Xia Yunkai / butler                             |                   |
| 2008 | Love in the Forlon City           | Yan Fei                                         |                   |
| 2009 | Chinese Paladin 3                 | Xu Changqing / Taoist                           | TTV, ETTV         |
| 2009 | Contract About Interchange Status | Mai Zhelun                                      |                   |
| 2009 | Go Yi Yi Go                       | Cao Yan / DJ                                    | CCTV-8            |
| 2010 | New A Spray of Plum Blossoms      |                                                 |                   |
| 2010 | Detective Tanglang                | Tanglang / detective                            | CTS, CCTV-1       |
| 2010 | The Vigilantes In Masks           | Li Gexiao                                       | CTS               |
| 2011 | Qing Shi Huang Fei                | Liu Liancheng / Emperor of Northern Han Dynasty |                   |
| 2011 | Inspire the Life                  | Han Zihang / doctor                             |                   |
| 2012 | Xing Ming Shi Ye                  | Meng Tianchu                                    |                   |
| 2013 | Swordsman                         | Linghu Chong                                    |                   |
| 2014 | Battle of Changsha                | Gu Qingming (Gu Shaohuan)                       | CCTV-8            |
| 2018 | Ruyi's Royal Love in the Palace   | Aisin-Gioro Hongli                              | Dragon Television |

### Programas de variedades
| Año               | Programa   | Notas                  |
| ----------------- | ---------- | ---------------------- |
| 2015 - 2017, 2019 | Happy Camp | 6 episodios - invitado |

## Discografía
| Año  | Título                        | Información                                                |
| ---- | ----------------------------- | ---------------------------------------------------------- |
| 2004 | Start (also known as Kai Shi) | - Language: Mandarin - Label: Sony Music - Genre: Mandopop |

- Star OST (4 tracks)
- My Secret Garden OST (1 track)
- 100%Senorita OST (1 track)
- Tian Xia Di Yi OST (2 tracks)
- Qing Shi Huang Fei OST (1 track)

## Videos musicales
- A-mei - saya (1997)
- Kang Chin Chung - Run Away (2000)
- Somebody / 100%Senorita OST (2003)
- Xing Fu De Di Tu / Elva Hsiao / 100%Senorita OST (2003)
- Ni Hao Jiu Hai, Na Shi Hou, Jian Shang Qing Ting, Ni Di Di Yi with Rosamund Kwan / Start vol. 1 album (2004)
- Da Sha with Miriam Yeung

## Logros
- E-Wap (2000)
- Wrigley’s Gum (2000)
- Mitsubishi Virage IO (2003)
- Timberland (2003)
- Matrix (2003)
- Siemens CX65 (2004)
- Formosa Shades (2005)